# Stanislav Eichler
Stanislav Eichler (* 18. dubna 1960 Turnov) je český politik, bývalý člen České strany sociálně demokratické, za niž byl v letech 2008 až 2012 hejtmanem Libereckého kraje. Od roku 2024 je členem strany ČSSD – Česká suverenita sociální demokracie.

## Životopis
Nejprve získal výuční list pro elektromechanika, v roce 1983 pak odmaturoval na Střední průmyslové škole elektrotechnické v Liberci. V roce 2010 dokončil studium andragogiky na Univerzitě Jana Amose Komenského v Praze.
Po maturitě pracoval nejdříve jako elektromontér, později na vedoucí pozici v elektrotechnickém družstvu. Po roce 1990 nastoupil na místo technického ředitele drogistické firmy v Ústí nad Labem, pracoval i v České pojišťovně, v letech 2006 - 2008 byl ředitelem pobočky ČSAO Leasing v Liberci. V roce 2008 uzavřel pracovní smlouvu s ČD Cargo, kam se po prohraných volbách v lednu 2013 vrátil.

## Rodina
Je ženatý, manželka Jaroslava, synové Marek (1986) a Michal (1991).

## Politická kariéra
V roce 2004 se stal členem České strany sociálně demokratické, v krajských volbách v roce 2008 pak byl zvolen hejtmanem Libereckého kraje. Byl také zastupitelem Českého Dubu, ale v krajských volbách v roce 2014 mandát zastupitele města neobhájil (byl lídrem kandidátky hnutí Pro Sport a Zdraví).
V senátních volbách v roce 2010 kandidoval do senátu v senátním obvodu č. 34 – Liberec. Postoupil do druhého kola, kde ho však porazil Přemysl Sobotka z ODS.
Od dva roky později, v krajských volbách v roce 2012, již hejtmanské křeslo neobhajoval. V senátních volbách v témže roce však kandidoval na post senátora znovu, tentokrát v senátním obvodu č. 35 – Jablonec nad Nisou. Opět se dostal do druhého kola, kde ho však porazil člen ODS Jaroslav Zeman.
V průběhu roku 2013 vystoupil z ČSSD a v květnu 2013 byl zvolen místopředsedou hnutí Pro sport a zdraví. Ve volbách do Poslanecké sněmovny PČR v roce 2013 kandidoval v Libereckém kraji jako člen hnutí Pro sport a zdraví na druhém místě kandidátky SPOZ, ale neuspěl.
Od roku 2024 je členem strany ČSSD – Česká suverenita sociální demokracie (dříve Suverenita – Blok Jany Bobošíkové, Česká Suverenita a Volný blok).
Ve volbách do Evropského parlamentu v červnu 2024 kandidoval jako člen strany ČSSD na 3. místě kandidátky uskupení „ČSSD – Česká suverenita sociální demokracie“ (tj. ČSSD, DOMOV a hnutí Směr). Uskupení však získalo pouze 0,25 % hlasů, a zvolen tak nebyl.